# Euderces yucatecus
Euderces yucatecus är en skalbaggsart som först beskrevs av Bates 1892.  Euderces yucatecus ingår i släktet Euderces och familjen långhorningar. Inga underarter finns listade i Catalogue of Life.